# Metsänpeitto
Metsänpeitto ist ein Begriff aus der finnischen Mythologie. Übersetzt bedeutet er etwa "von Wald umhüllt" und wurde verwendet im Zusammenhang mit unerklärlichen Fällen vermisster Personen oder auch Tiere, die im Wald verschwanden. Das Metsänpeitto soll verursacht werden durch die Maahinen, kleine gnomartige Wesen, welche unter dem Waldboden leben sollen. Diese sorgten dafür, dass bestraft werden sollte, wer auch immer sich unbesonnen in ihr Gebiet verirrte, indem der Wald den Eindringling verschlingt und nicht wieder loslässt. Andere wiederum berichten, dass auch Schutzbedürftige von den Wesen verhüllt werden konnten, um sie zu verstecken.
In finnischen Erzählungen konnten Leute oder eben auch Tiere, die "vom Wald umhüllt" wurden, nicht mehr von der ihrer Umgebung unterschieden werden. So konnten sie etwa die Form eines Teiles der Natur annehmen (z. B. eines Baums oder Steines) oder auch gänzlich unsichtbar werden. Für die Betroffenen selber erfolgte der Verlust der Orientierung, selbst wenn das Gelände schon bekannt war, ebenso konnte auch das Gehen oder Sprechen unmöglich werden. Manchmal konnten auch außer einer vollkommenen Stille keinerlei Töne und Geräusche des Waldes mehr wahrgenommen werden.
Ein Märchen handelt von einem Mann, der seine Kuh bereits für mehrere Tage gesucht hatte. Nachdem er erfolglos umkehrte und seine Arbeit fortführte und seine Axt in den nächstbesten Baum versenkte, verwandelte sich der Baumstumpf in die verschwundene Kuh zurück.
Vom Metsänpeitto konnte man sich jedoch in einzelnen Fällen selbst befreien, indem man etwa seine Schuhe verkehrt rum anzog, seine Jacke umdrehte oder kopfüber durch die eigenen Beine blickte. Dies erklärte sich durch die Natur der Maahinen, in deren Welt alles verkehrt herum laufen solle. Wasser auf die eigene Spur zu gießen oder Zauberformeln aufzusagen konnte ebenfalls helfen. Manchmal wurde der Betroffene auch von den Gnomen selbst freigelassen oder konnte durch einen mächtigen Schamanen wieder befreit werden.
Die finnische Dokumentation Metsänpeitto von 2012 behandelt das Thema, indem es den Blick auf einen Mann, der sich durch seine enge Verbindung zur Natur vom normalen Leben entfremdete, wirft.